# Nikolai Kleinenberg

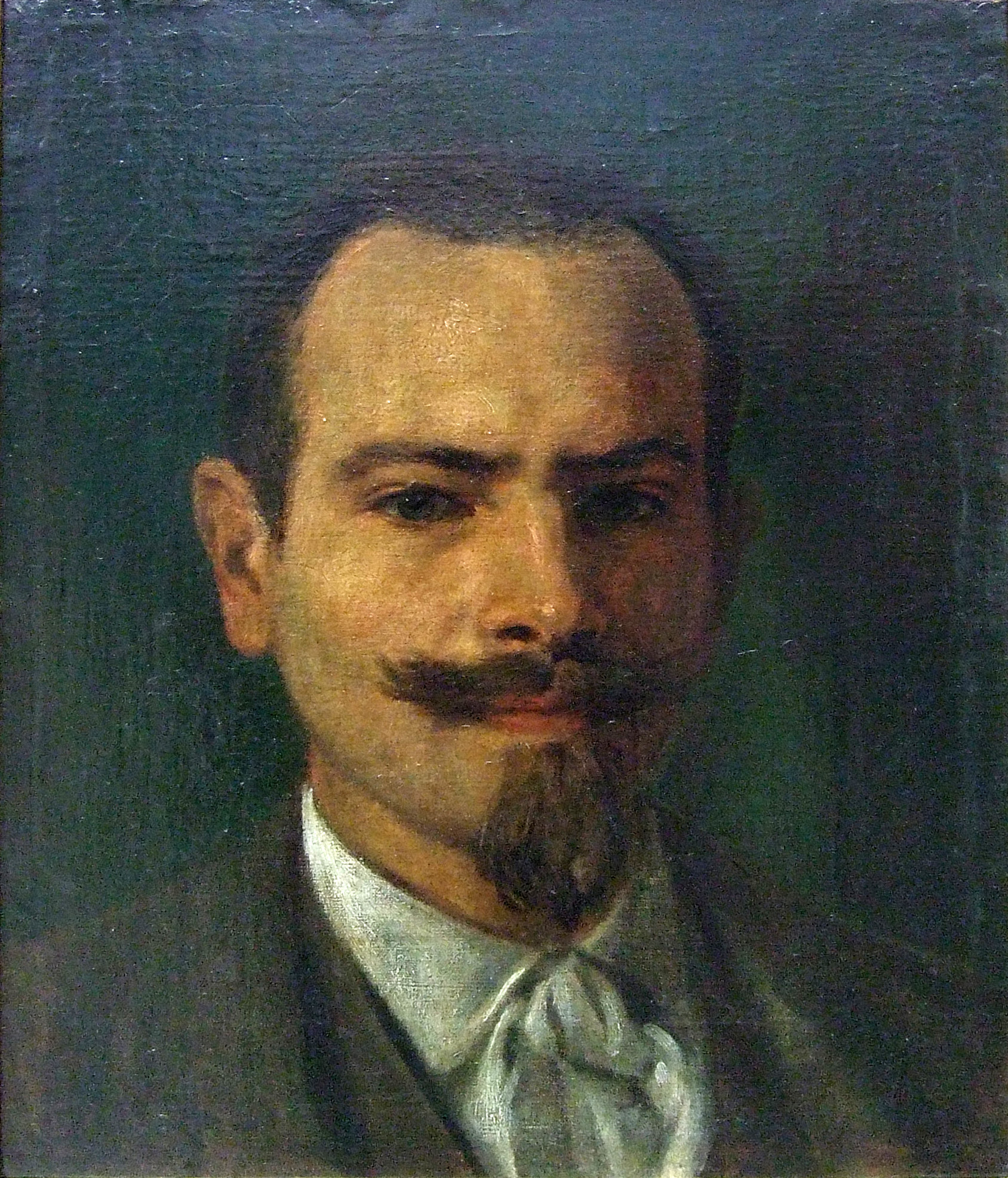
Porträt Nikolaus Kleinenberg

Nikolai Jakob Kleinenberg, auch Nicolaus Kleinenberg (russisch Николаус Клейненберг; * 27. Februarjul. / 11. März 1842greg. in Libau; † 5. November 1897 in Neapel) war ein deutschbaltischer Zoologe.

## Leben
Nikolai war Angehöriger einer aus Nordhausen stammenden Familie, welche seit 1708 in Kurland ansässig war. Seine Eltern waren der Libauer Stadtsekretär
Friedrich Kleinenberg und Charlotte Antonie, geborene Laurentz-Mester. Er blieb ledig.
Er besuchte von 1853 bis 1860 die Höhere Kreisschule in Libau und studierte von 1861 bis 1866 Physik und Medizin an der Kaiserlichen Universität Dorpat (Anregungen durch Schleiden u. → C. Schmidt). In den Jahren 1868 bis 1871 studierte er, gemeinsam mit Anton Dohrn, Zoologie bzw. Embryologie bei Ernst Haeckel in Jena (Abschluss als Dr. med.). Von 1869 bis 1870 war er dessen Assistent und von 1872 bis 1875 einer der engsten Mitarbeiter von Dohrn, dem Gründer der zoologischen Station in Neapel, wo er bis 1875 das Laboratorium leitete. Er widmete sich in den beiden Folgejahren wissenschaftlichen Studien und Übersetzungen auf Ischia. Als Professor der Zoologie und vergleichenden Anatomie wirkte er in den Jahren 1878 bis 1895 an der Universität Messina und setzte seine Arbeiten in gleicher Stellung von 1895 bis 1897 an der Universität Palermo fort.
Zu der 1876er Veröffentlichung von Francis Maitland Balfour über die Entwicklung von Haien setzte Kleinenberg eine viel beachtete kritische Schrift auf.

## Werke
- Die Furchung des Eies von Hydra viridis. Ein Beitrag zur Kenntniss der Plasmabewegungen, 1871
- Hydra. Eine anatomisch-entwicklungsgeschichtliche Untersuchung, Leipzig 1872 (Digitalisat)
- Una Stazione e Scuola Zoologica in Messina, 1880
- Sull'origine del sistema nervoso central degli Anellidi, 1881
- Carlo Darwin e l'opera sua. Discorso commemorativo, 1882
- Die Entstehung des Annelids aus der Larve von Lopadorhynchus etc. In: Zeitschrift für wissenschaftliche Zoologie, 1886
- Sullo sviluppo del sistema nervoso periferico nei Molluschi. In: Monitore zoologico italiano, 5, 75, 1894 (Digitalisat)